# Arthur Schreiber
Pour les articles homonymes, voir Schreiber.
Arthur Schreiber est un citoyen américain originaire de Portland, dans l'État du Maine. Il doit sa renommée à son statut de premier passager clandestin de l’histoire aérienne transatlantique au titre de sa participation à l'insu de l'équipage à la première traversée aérienne française de l’Atlantique Nord dans le sens Ouest-Est, réalisée en 1929 à bord de l’Oiseau Canari.

## Historique
Lorsque Jean Assollant, René Lefèvre et Armand Lotti décollent de la plage d’Old Orchard Beach, dans l’État de Maine aux États-Unis, le 13 juin 1929, l'avion peine à prendre de l'altitude et évite de justesse la grande jetée. L'équipage en découvre la raison au bout de quelques minutes  : le poids supplémentaire d’un passager clandestin. De nationalité américaine, il est âgé de vingt-deux ans et se nomme Arthur Schreiber.
Ce dernier, vêtu de cuir, comme les « vrais pilotes », sort du réduit où il s’est caché et se présente à l’équipage en annonçant : « Here I am » (« Me voici »). Armand Lotti, le commanditaire du vol, prend la précaution de lui faire signer en plein vol un document de renoncement à ses droits en cas de publication de ses mémoires, après l'avoir menacé dans un premier temps de le jeter à la mer.
Lorsque l'avion atterrit le 14 juin 1929 près de Comillas en Espagne, Arthur Schreiber envoie un message télégraphique à son père, Morris R. Schreiber, exerçant la profession de fourreur. On peut y lire :
« Mes chers proches : arrivé Comillas sain et sauf - Voyage très difficile - Ne craignez rien pour moi. Je vais câbler à nouveau de Paris - Que mes amis sachent cela. Arthur ».
M. Schreiber lui répond : 
« Meilleures salutations et félicitations de la part de tout le monde - Nous sommes tous très heureux de ta grande réussite - Nous attendons avec impatience de pouvoir te serrer de nouveau dans nos bras. Ne t’inquiète pas : non seulement tes amis sont au courant mais le monde entier aussi ».
Lorsque l’Oiseau Canari touche enfin le sol français sur une plage de Mimizan, dans le département des Landes, le 16 juin 1929, la gendarmerie s’étonne de la présence du jeune passager, voyageant sans visa ni passeport. Armand Lotti déclare alors :
« Nous ne remettrons pas Schreiber entre les mains de la police. Il a participé à nos périls et il fait maintenant partie de notre équipe. Nous ferons en sorte qu’il puisse réaliser son rêve en visitant Paris. Après quoi nous le renverrons à New York par bateau. C’est un jeune homme qui est plein d’honneur et nous sommes fiers de lui. ».
Schreiber déclare quant à lui :
« Je viens de réaliser la plus grande ambition de ma vie et c’est le merveilleux Lindbergh qui m’a inspiré. J’ai voulu comme lui traverser l’Atlantique en avion et comme je ne sais pas piloter, il a bien fallu que, faute d’argent, je m’arrange comme je pouvais et me cache dans l'Oiseau Canari ».
La présence d’un passager clandestin suscite néanmoins les plus vives réprobations dans la presse nationale et internationale. Schreiber, convoqué le 19 juin à l’ambassade des États-Unis en France, est sommé de rentrer chez lui. Il regagne le port de New York à bord du paquebot transatlantique britannique Olympic après avoir embarqué au port de Cherbourg. Le billet lui est offert par Armand Lotti, qui entretiendra d’excellents rapports avec lui tout au long de sa vie. Schreiber ne tirera directement aucun bénéfice financier de son épopée.

## Controverse
Le New York World dénonce dans un article du 15 juin 1929 un accord entre Arthur Schreiber et Jean Assollant. Selon le journal américain, informé par Samuel Pinansky, frère du juge Max L. Pinansky de la cour municipale de Portland, le pilote français aurait été le complice du jeune américain en contrepartie de son aide dans l'organisation, la semaine précédant le décollage, de son mariage à Portland avec Pauline Parker, native du Maine et show girl à New York. Dans une interview accordée au quotidien, Samuel Pinansky déclare :
« Arthur s’est rendu à Old Orchard Beach dès que l'avion y a atterri il y a deux semaines. Son sourire engageant et son empressement lui permirent de gagner les bonnes grâces de l'équipage français pour le plus petit ou le plus grand de leurs profits. Son amitié avec Assollant se concrétisa dans une association réfléchie. Assollant, décidé à se marier précipitamment, a mis Arthur à contribution : sachant qu'il était de Portland et y était bien connu, il s'est appuyé sur ses conseils pour organiser son mariage en secret. Au début, celui-ci était réticent, mais il a été à nouveau victime du sourire d’Arthur et il lui a promis de le laisser se glisser dans l'avion en fermant les yeux. Assollant indiqua que si Arthur pouvait entrer dans l’appareil en secret, ce serait encore mieux. J'ai lu dans les journaux comment Assollant a embrassé Arthur quand l'avion a atterri en Espagne et l'a présenté aux gens du pays. Ils restèrent inséparables pendant des heures après que le monoplan ait touché terre. Cela prouve bien ce que je dis ».
Pauline Parker, épouse Assollant, coupe court aux accusations et dément catégoriquement dès le lendemain de la parution de l'article aux journalistes venus l'interroger :
« Ridicule. Jean ne l’avait jamais vu de sa vie avant cela, tout comme moi. Chaque once de poids est un danger supplémentaire, et Jean n’aurait jamais pris une personne de plus ».

## Postérité
Lors des manifestations organisées au Bourget le 14 juin 1979 à l'occasion du cinquantième anniversaire de la traversée, Schreiber est honoré comme le « premier passager clandestin de l’histoire aérienne transatlantique ». Il est invité le 14 juin 1989 à la célébration du soixantième anniversaire avec Armand Lotti à Mimizan, suivie du jumelage de la ville avec Old Orchard Beach, d’où l’avion a décollé.